# Northfield (Minnesota)
Northfield is een plaats (city) in de Amerikaanse staat Minnesota.

## Demografie
Bij de volkstelling in 2000 werd het aantal inwoners vastgesteld op 17.147.

## Geografie
Volgens het United States Census Bureau beslaat de plaats een oppervlakte van
18,2 km², waarvan 18,1 km² land en 0,1 km² water.

## Plaatsen in de nabije omgeving
De onderstaande figuur toont nabijgelegen plaatsen in een straal van 20 km rond Northfield.

## Geboren in Northfield
- Peter Agre (1949), medicus, professor, moleculair bioloog en Nobelprijswinnaar (2003)
- Siri Hustvedt (1955), schrijfster
- Alexandra Holden (1977), actrice

## Overleden in Northfield
- Henri Verbrugghen (1934), Belgisch dirigent van het Minneapolis Symphony Orchestra